# Ririo
Le ririo est une des langues de Nouvelle-Irlande qui est une langue en voie de disparition (79 locuteurs en 1999), parlée à Choiseul. Elle est proche du babatana.